# AT HOP卡
AT HOP卡（英語：AT HOP card）是新西蘭奧克蘭於2011年5月推出的電子支付系統。該卡的推出是引入綜合票務及車費系統（奧克蘭綜合車費系統）的第一期。
該卡的第一代，又稱「紫色HOP卡」於2012年因重要技術無法送抵而停止發行。目前的卡片稱為AT HOP卡，可用於所有奧克蘭的渡輪、列車和巴士。三種交通模式於2014年3月全面推行AT HOP卡。